# Salvatore Accardo
Salvatore Accardo (* 26. září 1941 Turín, Itálie) je italský houslista.

## Životopis
Narodil se v Turíně; jeho otec byl řezbář kamejí a milovník klasické hudby. Accardo vyrůstal ve městě Torre del Greco. Na housle začal hrát doma ve věku tří let za pomoci sestry Anny a svého bratrance. V osmi letech začal navštěvovat hudební školu v Neapoli, kde jej učil Luigi D'Ambrosio; o dva roky později vstoupil na konzervatoř San Pietro v Maielle. Jeho talent dokládá mimo jiné i to, že v roce 1954 již hrál Paganiniho Capriccia. Na konzervatoři se učil až do roku 1956 kdy složil závěrečné zkoušky, a poté byl přijat na hudební akademii Accademia Chigiana v Sieně.

## Hudební úspěchy a ocenění
- vítěz Mezinárodní hudební soutěže ve Vercelli (1955)
- vítěz Mezinárodní soutěže v městě Ginevra (1956)
- vítěz soutěže hudební akademie Accademia Chigiana v Sieně (1957)
- Jarní cena RAI (Trofeo Primavera, 1958)
- vítěz Mezinárodní soutěže Niccolo Paganiniho v Janově, 1958
- Velký rytířský kříž – vyznamenán prezidentem Sandro Pertinim (1982)
- Čestné občanství města Torre del Greco (2005).

Vlastní dvoje housle Stradivari z roků 1718 a 1727.

## Další aktivity
- V roce 1971 založil neapolský Mezinárodní hudební týden
- V roce 1986 patřil k zakladatelům Walter Stauffer Academy
- V roce 1992 založil Accardo Quartet
- V roce 1996 založil komorní orchestr Orchestra da Camera Italiana.

## Nahrávky
- 24 Paganiniho Capriccií pro sólové housle
- Paganiniho houslové koncerty (vůbec první nahrávka všech těchto koncertů)
- Celkem asi 50 dalších nahrávek (Philips, DG, EMI, Sony, Classical, Fon, Dynamic and Warner-Fonit).